# 柴田書店
株式会社柴田書店（しばたしょてん）は、日本の出版社。主に外食産業関連の雑誌・書籍を発行している。

## 概要
1950年（昭和25年）に創業。日本国内及び諸外国のフードビジネス全般に渡る関連書籍に強みを持つ。1970年代以降の外食産業の市場シェア・マーケット拡大や多様化に合わせて、飲食店経営の手引書の出版、ホテル・旅館経営の業界紙、フランス料理などの専門書、外食業界紙の発行『月刊食堂』などで業績を伸ばす。飲食店・外食産業関連の専門出版社として高い市場シェアを持つ出版社となった。
外食産業のトップを招いての食の開業・起業セミナーを開催するなど、外食ビジネス・プロフェッショナルを育成する分野にも力を入れている（ただし現在は休止している）。

## 沿革
- 1950年（昭和25年） - 柴田良太個人店として柴田書店を創業。
- 1954年（昭和29年）9月1日 - 資本金100万円で株式会社柴田書店を設立。
- 1966年（昭和41年）2月4日 - 創業者・柴田良太が全日空羽田沖墜落事故で死亡（41歳）。
- 1992年（平成4年） - 新社屋竣工。
- 2002年（平成14年）2月 - 民事再生法申請。しかし活動は切れ目なく続けられている。
- 2005年（平成17年） - 民事再生手続きを終結、現在順調に事業活動を行っている。
- 2010年（平成22年） - 創業60周年を迎える。

## 主な発行雑誌・書籍

### 雑誌
- 月刊食堂 （月刊）
- 専門料理 （月刊）
- ホテル旅館 （月刊）
- cafe-sweets （月刊）

### 年1回刊行物
- 『そばうどん』
- 『居酒屋』
- 『日本料理の四季』